# Eupithecia violacea
Eupithecia violacea là một loài bướm đêm trong họ Geometridae.